# Videoplayer
Ein Videoplayer  ist eine Art Mediaplayer zum Abspielen digitaler Videodaten von Medien wie Optischer Datenspeicher (zum Beispiel DVD, VCD), sowie von Dateien in entsprechenden Dateiformaten wie MPEG, AVI, RealVideo und QuickTime.
Zusätzlich zu den Videorekorder-ähnlichen Funktionen wie Abspielen, Pausieren, Anhalten, Zurückspulen und schnellem Vorwärtsspulen sind auch bekannte Funktionen wie Zoomen/Vollbildmodus, Auswahl des Audiokanals, Auswahl der Untertitel und Standbild enthalten. Zusätzlich könnten die Möglichkeit zum Blättern durch einzelnen Standbildern und, das Extrahieren von Standbildern aus Videos, und ein Vorschauballon beim Überfliegen der Suchleiste mit dem Mauszeiger vorhanden sein.  Bei einer Übertragung aus dem Netz könnten die gepufferten Bereiche des Videos auf dem Suchbalken hervorgehoben sein.
Viele dieser Videoplayer unterstützen auch einfaches Playback von digitalem Audio sowie 3D-Playback von 2D-Videos.

## 3D-Videoplayer
3D-Videoplayer werden genutzt, um 2D-Videos im 3D-Format abzuspielen.
Eine dreidimensionale Videopräsentation in hoher Qualität erfordert, dass jedes Bild eines Films/Videos Informationen über die Tiefe der in der Szene vorhandenen Objekte enthält. Dieser Prozess bedeutet, dass das Video mit spezieller Ausrüstung aus zwei unterschiedlichen Perspektiven aufgenommen wird oder dass jedes Bild als Sammlung von, aus Ecken und Texturen zusammengesetzten, Objekten modelliert und gerendert wird, sehr ähnlich den Verfahren zur Erzielung spezieller Effekte bei jedem modernen Videospiel. Da sie langwierig und kostspielig ist, wird diese Methode nur bei einem kleinen Anteil der weltweit produzierten Filme verwendet. Die meisten Filme verbleiben in der Form der herkömmlichen 2D-Bilder.
Es ist allerdings möglich, mit einem viel einfacheren Ansatz einem ansonsten zweidimensionalen Bild den Schein von Tiefe zu verleihen. Mit einer als Anaglyph-Bearbeitung bekannten Technik kann ein „flaches“ Bild umgewandelt werden, sodass es die Illusion von Tiefe erzeugt, wenn es mit einer Anaglyph-Brille (üblicherweise Rot-Cyan) betrachtet wird. Betrachtet man ein Bild durch eine Anaglyph-Brille, scheint es sowohl hervorstehende als auch tiefer liegende Objekte zu beinhalten, wobei dieser Effekt etwas verzerrte Farben verursacht. Die Methode selbst ist relativ alt. Sie reicht bis Mitte des 19. Jahrhunderts zurück, aber erst durch die jüngsten Entwicklungen in der Computertechnologie wurde es möglich, solche Umwandlungen an einer Serie von Bildern in einem Film schnell genug oder nahezu in Echtzeit vorzunehmen, also während das Video abgespielt wird. Es existieren einige Anwendungen in Form von 3D-Videoplayern die herkömmliche 2D-Videos in anaglyphische 3D-Videos umwandeln, sowie in Form von 3D-Videokonvertern, die Videos in stereoskopische Anaglyph-Videos umwandeln und sie zum Abspielen mit regulären Software- oder Hardware-Videoplayern transkodieren.